# لئونا کاوالی
آلیونا کاندو داسیلوا (زاده ۶ نوامبر ۱۹۶۹) که با نام حرفه‌ای لئونا کاوالی شناخته می‌شود، بازیگر و کارگردان صحنه برزیل است.
پدرش سیاستمدار، وکیل و شاعر است. او در بدو تولد، آلیونا نام داشت. مادرش می‌خواست این اسم لئونا باشد، اما پدر فکر کرد که این نام برای یک نوزاد مناسب نیست.

## فیلم‌شناسی

### تلویزیون
| سال  | عنوان                          | نقش                      |
| ---- | ------------------------------ | ------------------------ |
| ۲۰۰۱ | دختران مادر                    |                          |
| ۲۰۰۲ | اوس نورمیس                     |                          |
| ۲۰۰۳ | یک گراند فامیلیا               | ونسا                     |
| ۲۰۰۴ | داکور دو پکادو                 | ادیلاسیا ساردینیا (جوان) |
| ۲۰۰۴ | شروع دوباره                    | لوکرسیا بورخس (جوان)     |
| ۲۰۰۵ | بلیسیما                        | والدته پریرا             |
| ۲۰۰۶ | بنگ بنگ                        | راهزن                    |
| ۲۰۰۶ | پا در جاکا                     | میراندا                  |
| ۲۰۰۷ | آمازونیا، دی گالوز و چیکو مندس | جاستین                   |
| ۲۰۰۷ | دواس کاراس                     | دالیا مندز               |
| ۲۰۰۸ | اپیزودیو ویژه                  | خودش                     |
| ۲۰۰۸ | جنگ و صلح                      | میریا                    |
| ۲۰۰۸ | کاسوس و آکاسوس                 | سلیا                     |
| ۲۰۰۸ | یک گراند فامیلیا               | ربکا                     |
| ۲۰۰۸ | تجارت چین                      | مارالانیس سیلوستره       |
| ۲۰۰۹ | الین                           | ورا                      |
| ۲۰۱۰ | دالوا و هریولتو - آهنگ عاشقانه | مارگوت                   |
| ۲۰۱۰ | ویدا الهیا                     | ماگدا کاسمو              |
| ۲۰۱۰ | نا فرما دا لی                  | بلیندا آزمبوجا           |
| ۲۰۱۰ | به عنوان کاریوکاس              | ریتا                     |
| ۲۰۱۱ | آراگوآیا                       | مارلی                    |
| ۲۰۱۱ | ویدا دا جنته                   | درا. سلینا               |
| ۲۰۱۲ | برزیلی                         | والکیوریا                |
| ۲۰۱۲ | گابریلا                        | زارولها                  |
| ۲۰۱۳ | زندگی عاشقانه                  | گلوس د سا بنیتیس         |

### فیلم
| سال  | عنوان                            | نقش          | یادداشت    |
| ---- | -------------------------------- | ------------ | ---------- |
| ۱۹۹۶ | ام سئو د استرلاس                 | دلوا         |            |
| ۱۹۹۷ | کار مردان                        | زن تجاوز شده | فیلم کوتاه |
| ۱۹۹۹ | ایلها                            | ماریانا      |            |
| ۲۰۰۰ | آتراوس دا ژانلا                  | سیمون        |            |
| ۲۰۰۲ | زرد انبه                         | Lígia        |            |
| ۲۰۰۳ | کاراندیرو                        | دینا         |            |
| ۲۰۰۴ | عدم تعادل                        | فاحشه        | فیلم کوتاه |
| ۲۰۰۴ | کنترا تودوس                      | کلودیا       |            |
| ۲۰۰۴ | اولگا                            | ماریا        |            |
| ۲۰۰۴ | سرمایه در گردش                   |              | فیلم کوتاه |
| ۲۰۰۵ | هر کیلو چقدر می‌ارزد یا چقدر است؟ | کلارا        |            |
| ۲۰۰۵ | کافوندو                          | روزاریو      |            |
| ۲۰۰۶ | آنتونیا                          |              |            |
| ۲۰۱۰ | مستاجرین                         | فاتیما       |            |
| ۲۰۱۰ | آپارسیدا - ای میلاگره            | سونیا رزنده  |            |